# Cantonul Hautmont
Cantonul Hautmont este un canton din arondismentul Avesnes-sur-Helpe, departamentul Nord, regiunea Nord-Pas-de-Calais, Franța.

## Comune
- Beaufort
- Boussières-sur-Sambre
- Éclaibes
- Hautmont (Hogeberg) (reședință)
- Limont-Fontaine
- Neuf-Mesnil
- Saint-Remy-du-Nord